# Жуан де Коимбра
Жуан Португальский (порт. João de Portugal; 1431, Португалия — 7 октября 1457, Никосия, Никосия), известный также как Жуан де Коимбра — португальский инфант, номинальный герцог де Коимбра, титулярный князь Антиохии, рыцарь ордена Золотого руна.
Второй сын Педру Португальского, герцога де Коимбра, и Изабеллы Арагонской, графини де Урхель.

Герб Жуана де Коимбры: сочетание эмблем Иерусалима (I), Португалии и Англии (II), Киликийской Армении (III), Кипра (IV) и герба кипрских Лузиньянов (в центре)

Участвовал в мятеже своего отца и в битве при Алфарробейре, где тот был разбит и погиб (20 мая 1449). Был взят в плен и приговорен к казни, замененной, по ходатайству тетки Изабеллы Португальской, изгнанием.
Вместе с братом Жайме, будущим архиепископом Лиссабонским, и сестрой Беатрисой нашел убежище при дворе Филиппа III Бургундского. Герцог в рамках своего проекта крестового похода устроил брак Жуана с наследницей Кипра Шарлоттой де Лузиньян (21 декабря 1456), дочерью короля Жана II. По этому случаю Жуан де Коимбра на капитуле в Гааге был принят в рыцари ордена Золотого руна вместе со своим зятем Адольфом Клевским. 
Как муж Шарлоты получил титул князя Антиохии и стал регентом Кипра, но в 1457 был отравлен, как полагали, по приказу тёщи Елены Палеолог.